# Rodolpho Gamberini
Rodolpho Gamberini (Santos, 23 de setembro de 1953) é um jornalista brasileiro, que trabalhou na TV Gazeta até 2018.

## Biografia
Formado pela Faculdade de Comunicação Social Cásper Líbero, e também em Ciências Sociais pela USP, o jornalista começou sua carreira em 1974 e trabalhou durante cinco anos no jornal Folha de S.Paulo. Depois, foi correspondente internacional na Rádio Capital, em Roma, Itália.
Ao retornar ao Brasil, foi repórter especial da Rede Globo no Bom Dia Brasil. Na mesma emissora, foi correspondente nos EUA e, de volta ao país, comandou o Bom Dia São Paulo, de 1984 a 1986. Sua próxima emissora foi a TV Cultura, onde lançou o Roda Viva, programa semanal de debates. Em seguida, na TV Manchete São Paulo, apresentou o São Paulo em Manchete de 1987 a 1990 e assumiu o cargo de diretor de jornalismo em São Paulo. 
Algum tempo depois, de volta à Globo São Paulo, apresentou o SP Já. Na TV Cultura, em outra passagem, foi editor do Opinião Nacional. Em 1999, foi contratado pela Rede Record, onde apresentou o São Paulo Notícia e foi, por dois anos, âncora do noticiário matinal Fala Brasil ao lado de Mônica Waldvogel - eles cobriram ao vivo os ataques terroristas de 11 de setembro de 2001, ocorridos pouco depois do encerramento do programa. Na seqüência, comandou o Edição de Notícias e o SP Record ao lado de Adriana Reid. Na Record, seu último trabalho foi como repórter especial do Domingo Espetacular, e como apresentador aos sábados do Jornal da Record. No início do mês de julho de 2007, o apresentador decidiu em comum acordo com a Rede Record não renovar seu contrato com a emissora.
Já na RedeTV! em 2007, assumiu o telejornal Notícias das 6 (se tornou depois Notícias das 7). Em novembro de 2008, foi convidado para ser o novo apresentador do RedeTV! News, no lugar de Marcelo Rezende. Em Janeiro de 2009, demite-se da RedeTV! para fazer parte do quadro de âncoras do Jornalismo do SBT. Lá fez reportagens especiais para o SBT Repórter, cobriu férias e folgas dos âncoras titulares de todos os telejornais da emissora e apresentou o bloco local do Jornal do SBT - Manhã. Em janeiro de 2013, o SBT não quis renovar o contrato do jornalista.
Em agosto de 2014 foi contratado pela TV Aparecida.
Em Fevereiro de 2015 foi contratado pela TV Gazeta para apresentar o Jornal da Gazeta. A estreia foi em 2 de março de 2015. Em 06 de novembro de 2018, ele, assim como outros integrantes do departamento de jornalismo, foi demitido da emissora.

## Trabalhos

### Televisão
| Ano       | Título                | Cargo          | Emissora              |
| --------- | --------------------- | -------------- | --------------------- |
| 1980–1983 | Globo Repórter        | Repórter       | Rede Globo            |
| 1982      | Globo Rural           | Repórter       | Rede Globo            |
| 1983–1984 | Bom Dia Brasil        | Correspondente | Rede Globo            |
| 1984–1986 | Bom Dia São Paulo     | Apresentador   | TV Globo São Paulo    |
| 1986–1987 | Roda Viva             | Apresentador   | TV Cultura            |
| 1987–1989 | São Paulo em Manchete | Apresentador   | TV Manchete São Paulo |
| 1990–1994 | São Paulo Já          | Apresentador   | TV Globo São Paulo    |
| 2000–2002 | Fala Brasil           | Apresentador   | Record                |
| 2000–2004 | Repórter Record       | Apresentador   | Record                |
| 2003–2005 | Edição de Notícias    | Apresentador   | Record                |
| 2005–2007 | SP Record             | Apresentador   | Record                |
| 2006      | Domingo Espetacular   | Repórter       | Record                |
| 2007      | Notícias das 7        | Apresentador   | RedeTV!               |
| 2008–2009 | RedeTV! News          | Apresentador   | RedeTV!               |
| 2009–2013 | SBT Repórter          | Repórter       | SBT                   |
| 2009–2013 | Jornal do SBT - Manhã | Apresentador   | SBT                   |
| 2015–2018 | Jornal da Gazeta      | Apresentador   | TV Gazeta             |

### Internet
| Ano           | Título         | Cargo        | Plataforma |
| ------------- | -------------- | ------------ | ---------- |
| 2017-presente | O Planeta Azul | Apresentador | YouTube    |